# Podavrelo
Podavrelo (cyr. Подаврело) – wieś w Bośni i Hercegowinie, w Republice Serbskiej, w gminie Čajniče. W 2013 roku liczyła 32 mieszkańców.